# Ernest Boysse
Francis Auguste Ernest Boysse (né dans l'ancien 3e arrondissement de Paris le 8 juillet 1836 et mort à Paris 7e le 10 janvier 1891) est un écrivain et dramaturge français, secrétaire-rédacteur au Corps législatif et secrétaire du Conseil supérieur de la Société du Prince impérial.
Il est fait chevalier de la Légion d'honneur le 30 avril 1870.

## Œuvres principales
- Je pars pour La Bouille, vaudeville en 3 tableaux, mêlé de chant, Rouen, 1861 (représenté à Rouen le 30 janvier 1861).
- Un neveu d'Amérique, comédie en 1 acte et en vers, Rouen, 1862.
- L'Isthme de Suez (poème), Rouen, 1864, lire en ligne sur Gallica.
- L'Instrument de Molière, traduction du traité De Clysteribus de Régnier de Graaf (1668), Paris, 1878, lire en ligne sur Gallica.
- Le Théâtre des jésuites, Paris, 1880, lire en ligne sur Gallica.
- Les Abonnés de l'Opéra (1783-1786), Paris, 1881, lire en ligne sur Gallica.
- L'Écran du roy, comédie en 1 acte et en vers, Paris, 1882 (Théâtre de l'Odéon, 5 septembre 1882).
- Journal de Papillon de La Ferté, intendant et contrôleur de l'argenterie, menus-plaisirs et affaires de la chambre du roi (1756-1780), Paris, 1887, lire en ligne sur Gallica.